# Campeonato de Oceanía de Judo de 1990
El XII Campeonato de Oceanía de Judo se celebró en Papeete (Francia) en 1990 bajo la organización de la Unión de Judo de Oceanía.
En total se disputaron quince pruebas diferentes, ocho masculinas y siete femeninas.

## Resultados

### Masculino
| Evento            | Oro                          | Plata                                     | Bronce                                                      |
| ----------------- | ---------------------------- | ----------------------------------------- | ----------------------------------------------------------- |
| –60 kg            | Angelo Vlahek Australia      | Abedias Trindade de Abreu Nueva Caledonia | Brendon Crooks Nueva Zelanda M. Tehan Australia             |
| –66 kg            | Craig Monaghan Nueva Zelanda | Darren Fagan Australia                    | Christophe Rouchi Nueva Caledonia Greg Grainger Australia   |
| –71 kg            | Simon Stones Australia       | Danny Fagan Australia                     | Thierry Kadooka Nueva Caledonia G. Harbulot Nueva Caledonia |
| –78 kg            | Steven Hill Australia        | Ricky Fillipov Australia                  | John Moody Nueva Zelanda Michael Graham Nueva Zelanda       |
| –86 kg            | Chris Palmer Australia       | Peter Gagliardi Australia                 | Robert Ivers Australia                                      |
| –95 kg            | Steve Kamphuis Nueva Zelanda | Peter Huppatz Australia                   | Alex Wallingford Australia                                  |
| +95 kg            | Atef Kamal Husein Guam       | Garry Pinchen Australia                   | —                                                           |
| Categoría abierta | Peter Gagliardi Australia    | Atef Kamal Husein Guam                    | Garry Pinchen Australia Robert Ivers Australia              |

### Femenino
| Evento            | Oro                         | Plata                       | Bronce                        |
| ----------------- | --------------------------- | --------------------------- | ----------------------------- |
| –48 kg            | Tina Wood Australia         | Donna Hilton Nueva Zelanda  | Barbara Potter Australia      |
| –52 kg            | Shelley Hallett Australia   | Suzanne Childs Australia    | Rebecca Sullivan Australia    |
| –56 kg            | Suzanne Williams Australia  | Angela Deacon Australia     | Yvette Childs Australia       |
| –61 kg            | Leanne Sheehy Australia     | Anne Marie Pepper Australia | S. Rouchi Nueva Caledonia     |
| –66 kg            | Narelle Hill Australia      | Nicola Morris Nueva Zelanda | G. Clemenceau Nueva Caledonia |
| –72 kg            | Diana Fanulli Australia     | Rachel Day Nueva Zelanda    | Christine Pearce Australia    |
| Categoría abierta | Nicola Morris Nueva Zelanda | Narelle Hill Australia      | Leanne Sheehy Australia       |

## Medallero
| Núm. | País            | Oro | Plata | Bronce | Total |
| ---- | --------------- | --- | ----- | ------ | ----- |
| 1    | Australia       | 11  | 10    | 11     | 32    |
| 2    | Nueva Zelanda   | 3   | 3     | 3      | 9     |
| 3    | Guam            | 1   | 1     | 0      | 2     |
| 4    | Nueva Caledonia | 0   | 1     | 5      | 6     |
|      | TOTAL           | 15  | 15    | 19     | 49    |